# Arblade-le-Bas
Arblade-le-Bas est une commune française située dans l'ouest du département du Gers en région Occitanie. Sur le plan historique et culturel, la commune est dans le pays de Rivière-Basse, un territoire qui s’allonge dans la moyenne vallée de l’Adour, à l’endroit où le fleuve marque un coude entre Bigorre et Gers.
Exposée à un climat océanique altéré, elle est drainée par le ruisseau de Turré, le ruisseau le Catchébot et par deux autres cours d'eau.
Arblade-le-Bas est une commune rurale qui compte 131 habitants en 2022, après avoir connu un pic de population de 350 habitants en 1800. Elle fait partie de l'aire d'attraction d'Aire-sur-l'Adour. Ses habitants sont appelés les Arbladais ou Arbladaises.

## Géographie

### Localisation
La commune d'Arblade-le-Bas se situe au nord-est du canton de Riscle et de la communauté de communes d'Aire-sur-l'Adour, dans l'arrondissement de Mirande, à 12 km de Riscle, 62 km de Mirande et 78 km d'Auch.

### Communes limitrophes
Les communes limitrophes sont  Barcelonne-du-Gers, Lelin-Lapujolle, Luppé-Violles et Vergoignan.
| Vergoignan         |                | Luppé-Violles   |
|                    | Arblade-le-Bas | Lelin-Lapujolle |
| Barcelonne-du-Gers |                |                 |

### Géologie et relief
Avec une superficie de 746 ha, l'altitude d'Arblade-le-Bas varie de 110 à 184 mètres. Les sols de la commune sont de type argile à galets sur les coteaux. On trouve des sables fauves et des molasses marneuses en bas des pentes. La plaine est constituée d'alluvions du Würmien.
Arblade-le-Bas se situe en zone de sismicité 2 (sismicité faible).

### Hydrographie

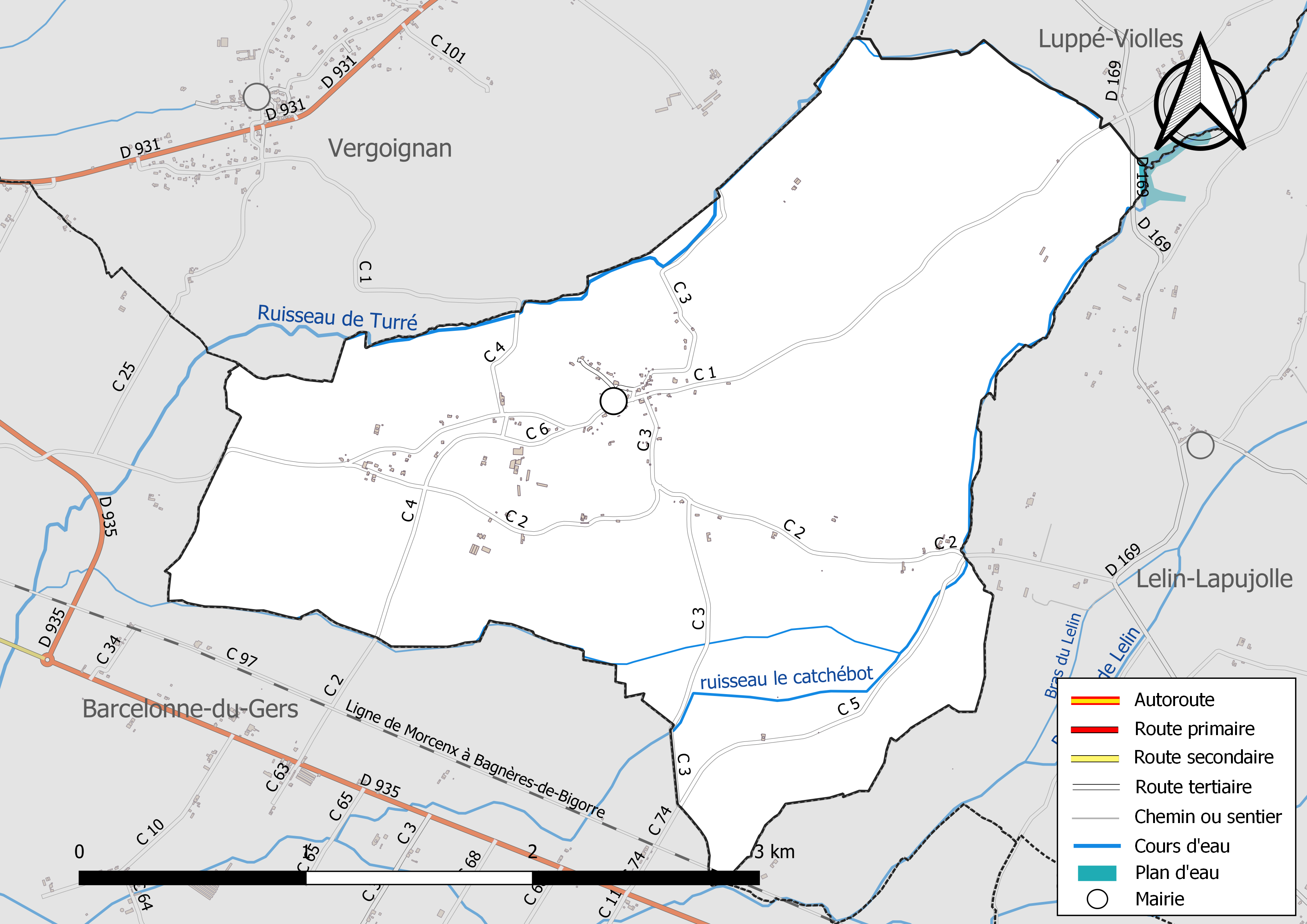
Réseaux hydrographique et routier d'Arblade-le-Bas.

La commune est dans le bassin de l'Adour, au sein du bassin hydrographique Adour-Garonne. Elle est drainée par le ruisseau de Turré et le ruisseau le catchébot et par deux petits cours d'eau, qui constituent un réseau hydrographique de 8 km de longueur totale,.
Le ruisseau de Turré, d'une longueur totale de 10,3 km, prend sa source dans la commune de Luppé-Violles et s'écoule du nord-est au sud-ouest. Il traverse la commune et se jette dans le ruisseau du Jarras à Barcelonne-du-Gers, après avoir traversé 4 communes.

### Climat
Pour des articles plus généraux, voir Climat de l'Occitanie et Climat du Gers.
En 2010, le climat de la commune est de type climat océanique altéré, selon une étude s'appuyant sur une série de données couvrant la période 1971-2000. En 2020, Météo-France publie une typologie des climats de la France métropolitaine dans laquelle la commune est dans une zone de transition entre le climat océanique et le climat océanique altéré et est dans la région climatique Aquitaine, Gascogne, caractérisée par une pluviométrie abondante au printemps, modérée en automne, un faible ensoleillement au printemps, un été chaud (19,5 °C), des vents faibles, des brouillards fréquents en automne et en hiver et des orages fréquents en été (15 à 20 jours).
Pour la période 1971-2000, la température annuelle moyenne est de 13,6 °C, avec une amplitude thermique annuelle de 15,1 °C. Le cumul annuel moyen de précipitations est de 992 mm, avec 11 jours de précipitations en janvier et 7,5 jours en juillet. Pour la période 1991-2020, la température moyenne annuelle observée sur la station météorologique la plus proche, située sur la commune du Houga à 7 km à vol d'oiseau, est de 13,8 °C et le cumul annuel moyen de précipitations est de 875,9 mm,. Pour l'avenir, les paramètres climatiques de la commune estimés pour 2050 selon différents scénarios d'émission de gaz à effet de serre sont consultables sur un site dédié publié par Météo-France en novembre 2022.

### Milieux naturels et biodiversité
Aucun espace naturel présentant un intérêt patrimonial n'est recensé sur la commune dans l'inventaire national du patrimoine naturel,,.

## Urbanisme

### Typologie
Au 1er janvier 2024, Arblade-le-Bas est catégorisée commune rurale à habitat très dispersé, selon la nouvelle grille communale de densité à sept niveaux définie par l'Insee en 2022.
Elle est située hors unité urbaine. Par ailleurs la commune fait partie de l'aire d'attraction d'Aire-sur-l'Adour, dont elle est une commune de la couronne,. Cette aire, qui regroupe 23 communes, est catégorisée dans les aires de moins de 50 000 habitants,.

### Occupation des sols

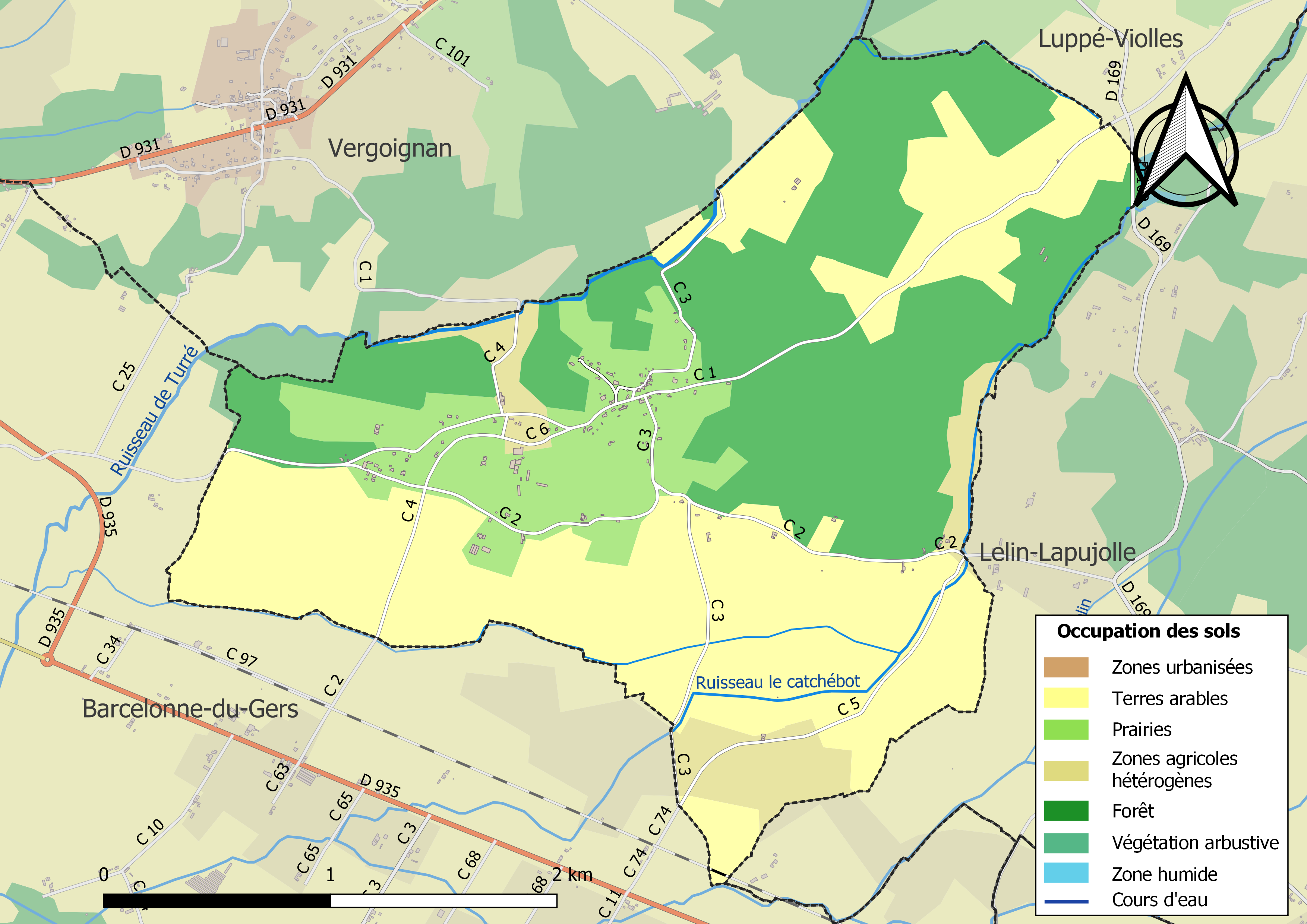
Carte des infrastructures et de l'occupation des sols de la commune en 2018 (CLC).

L'occupation des sols de la commune, telle qu'elle ressort de la base de données européenne d’occupation biophysique des sols Corine Land Cover (CLC), est marquée par l'importance des territoires agricoles (64,4 % en 2018), une proportion sensiblement équivalente à celle de 1990 (64,6 %). La répartition détaillée en 2018 est la suivante : 
terres arables (43,7 %), forêts (35,6 %), prairies (14,2 %), zones agricoles hétérogènes (6,5 %). L'évolution de l’occupation des sols de la commune et de ses infrastructures peut être observée sur les différentes représentations cartographiques du territoire : la carte de Cassini (XVIIIe siècle), la carte d'état-major (1820-1866) et les cartes ou photos aériennes de l'IGN pour la période actuelle (1950 à aujourd'hui).

### Risques majeurs
Le territoire de la commune d'Arblade-le-Bas est vulnérable à différents aléas naturels : météorologiques (tempête, orage, neige, grand froid, canicule ou sécheresse) et séisme (sismicité faible). Un site publié par le BRGM permet d'évaluer simplement et rapidement les risques d'un bien localisé soit par son adresse soit par le numéro de sa parcelle.

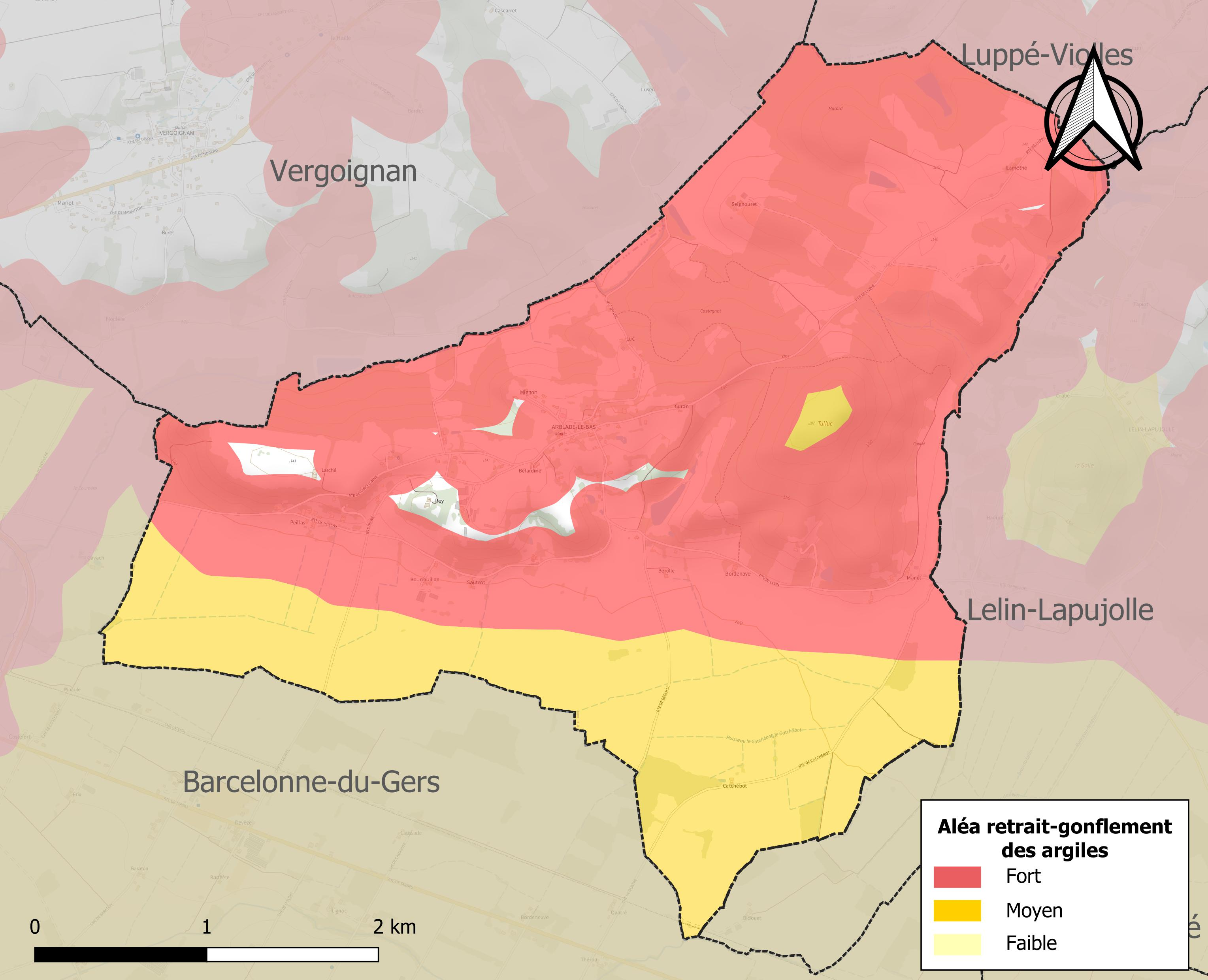
Carte des zones d'aléa retrait-gonflement des sols argileux d'Arblade-le-Bas.

Le retrait-gonflement des sols argileux est susceptible d'engendrer des dommages importants aux bâtiments en cas d’alternance de périodes de sécheresse et de pluie. 98,2 % de la superficie communale est en aléa moyen ou fort (94,5 % au niveau départemental et 48,5 % au niveau national). Sur les 75 bâtiments dénombrés sur la commune en 2019, 74 sont en aléa moyen ou fort, soit 99 %, à comparer aux 93 % au niveau départemental et 54 % au niveau national. Une cartographie de l'exposition du territoire national au retrait gonflement des sols argileux est disponible sur le site du BRGM,.
Par ailleurs, afin de mieux appréhender le risque d’affaissement de terrain, l'inventaire national des cavités souterraines permet de localiser celles situées sur la commune.
La commune a été reconnue en état de catastrophe naturelle au titre des dommages causés par les inondations et coulées de boue survenues en 1993, 1999 et 2009. Concernant les mouvements de terrains, la commune a été reconnue en état de catastrophe naturelle au titre des dommages causés par la sécheresse en 1989 et par des mouvements de terrain en 1999.

## Toponymie
Le nom de la commune en occitan gascon est Arblada lo Baish.

## Politique et administration

### Liste des maires
| Période                                  | Période  | Identité                  | Étiquette | Qualité      |
| ---------------------------------------- | -------- | ------------------------- | --------- | ------------ |
| avant 1867                               | ?        | Orens-Théophile Pédeluppé |           | Propriétaire |
|                                          |          |                           |           |              |
| 2001                                     | 2014     | Jean-Claude Leblond       | DVG       | Agriculteur  |
| 2014                                     | En cours | Stéphane Leblond          | SE        | Agriculteur  |
| Les données manquantes sont à compléter. |          |                           |           |              |

## Population et société

### Démographie
L'évolution du nombre d'habitants est connue à travers les recensements de la population effectués dans la commune depuis 1793. Pour les communes de moins de 10 000 habitants, une enquête de recensement portant sur toute la population est réalisée tous les cinq ans, les populations de référence des années intermédiaires étant quant à elles estimées par interpolation ou extrapolation. Pour la commune, le premier recensement exhaustif entrant dans le cadre du nouveau dispositif a été réalisé en 2004.

En 2022, la commune comptait 131 habitants, en évolution de −14,38 % par rapport à 2016 (Gers : +1,04 %, France hors Mayotte : +2,11 %).
| 1793 | 1800 | 1806 | 1821 | 1831 | 1841 | 1846 | 1851 | 1856 |
| ---- | ---- | ---- | ---- | ---- | ---- | ---- | ---- | ---- |
| 209  | 350  | 217  | 248  | 250  | 219  | 218  | 212  | 208  |

| 1861 | 1866 | 1872 | 1876 | 1881 | 1886 | 1891 | 1896 | 1901 |
| ---- | ---- | ---- | ---- | ---- | ---- | ---- | ---- | ---- |
| 201  | 198  | 183  | 193  | 180  | 179  | 174  | 180  | 177  |

| 1906 | 1911 | 1921 | 1926 | 1931 | 1936 | 1946 | 1954 | 1962 |
| ---- | ---- | ---- | ---- | ---- | ---- | ---- | ---- | ---- |
| 186  | 169  | 149  | 139  | 133  | 131  | 106  | 107  | 95   |

| 1968 | 1975 | 1982 | 1990 | 1999 | 2004 | 2006 | 2009 | 2014 |
| ---- | ---- | ---- | ---- | ---- | ---- | ---- | ---- | ---- |
| 99   | 106  | 107  | 111  | 109  | 118  | 124  | 141  | 150  |

| 2019 | 2022 | - | - | - | - | - | - | - |
| ---- | ---- | - | - | - | - | - | - | - |
| 136  | 131  | - | - | - | - | - | - | - |

### Enseignement
Il n'y a pas d'école à Arblade-le-Bas.

### Manifestations culturelles et festivités
- Fête : 2e dimanche de septembre[27].

## Économie

### Emploi
|                | 2008  | 2013  | 2018  |
| -------------- | ----- | ----- | ----- |
| Commune        | 3,7 % | 2,3 % | 8,1 % |
| Département    | 6,1 % | 7,5 % | 8,2 % |
| France entière | 8,3 % | 10 %  | 10 %  |

En 2018, la population âgée de 15 à 64 ans s'élève à 90 personnes, parmi lesquelles on compte 71 % d'actifs (62,9 % ayant un emploi et 8,1 % de chômeurs) et 29 % d'inactifs,. Depuis 2008, le taux de chômage communal (au sens du recensement) des 15-64 ans est inférieur à celui de la France et du département.
La commune fait partie de la couronne de l'aire d'attraction d'Aire-sur-l'Adour, du fait qu'au moins 15 % des actifs travaillent dans le pôle,. Elle compte 12 emplois en 2018, contre 13 en 2013 et 7 en 2008. Le nombre d'actifs ayant un emploi résidant dans la commune est de 57, soit un indicateur de concentration d'emploi de 21,3 % et un taux d'activité parmi les 15 ans ou plus de 55,9 %.
Sur ces 57 actifs de 15 ans ou plus ayant un emploi, 5 travaillent dans la commune, soit 9 % des habitants. Pour se rendre au travail, 90,9 % des habitants utilisent un véhicule personnel ou de fonction à quatre roues, 1,8 % les transports en commun, 1,8 % s'y rendent en deux-roues, à vélo ou à pied et 5,5 % n'ont pas besoin de transport (travail au domicile).

### Activités hors agriculture

#### Secteurs d'activités
5 établissements sont implantés  à Arblade-le-Bas au 31 décembre 2019.
Le secteur du commerce de gros et de détail, des transports, de l'hébergement et de la restauration est prépondérant sur la commune puisqu'il représente 60 % du nombre total d'établissements de la commune (3 sur les 5 entreprises implantées  à Arblade-le-Bas), contre 27,7 % au niveau départemental.

#### Entreprises et commerces
En 1741, la commune comptait deux moulins fonctionnant sur les étangs et appartenant au seigneur. Le blé était vendu au marché du Houga et les vins blancs étaient distillés et vendus « à Mont-de-Marsan ».

En 1830, la répartition agricole se chiffrait ainsi : 290 ha en terres, 39 ha en prés, 62 ha de vignes, 207 ha de bois et 120 ha de landes. En 2000, on comptait 44 1[Quoi ?] ha en terres, 0 ha en près, 7 ha de vignes, 260 de bois et 2 ha de landes.

En 1940, les 45 ha de vignes d'Arblade produisaient 609 hl de vins. En 1942, on cultivait 24 ha de blé et 32 ha de maïs (200 ha en 2000, semences comprises). On comptait 4 tracteurs en 1950, il y en avait 29 en 2000. On comptait 37 propriétaires en 1930, 11 en 1988 et 8 en 2000.

Les principales cultures sont aujourd'hui le blé, le maïs grains et semences, le maïs doux, le tournesol et le soja. Le cheptel bovin s'élève à une soixantaine de têtes.

En 2000, il restait sur la commune un artisan et deux entreprises.
Arblade-le-Bas est la commune du canton qui possède le moins de routes départementales. La D 169, reliant Saint-Germé à Le Houga, traverse la commune sur 345 m. La commune entretient 17,4 km de chemins communaux était impraticable[pas clair]. C'est grâce à une souscription volontaire des Arbladais que les choses rentrèrent dans l'ordre. Les habitants furent mis à contribution durant toute la première moitié du XXe siècle pour leur entretien. Chaque propriétaire possédant une paire de bœufs devait à la communauté 5 voyages annuels de gravier depuis les gravières de Barcelonne-du-Gers.
Viticulture : Côtes-de-saint-mont (AOVDQS).

### Agriculture
|               | 1988 | 2000 | 2010 | 2020 |
| ------------- | ---- | ---- | ---- | ---- |
| Exploitations | 11   | 8    | 6    | 5    |
| SAU (ha)      | 319  | 274  | 268  | 301  |

La commune est dans la Rivière Basse, une petite région agricole occupant une partie ouest du département du Gers. En 2020, l'orientation technico-économique de l'agriculture  sur la commune est la polyculture et/ou le polyélevage. Cinq exploitations agricoles ayant leur siège dans la commune sont dénombrées lors du recensement agricole de 2020 (onze en 1988). La superficie agricole utilisée est de 301 ha,,.

## Culture locale et patrimoine

### Lieux et monuments
- Église de la Nativité-de-la-Sainte-Vierge. La paroisse était administrée avant 1791 par l'archidiaconé de l'Armagnac et l'archiprêtré de Crémens.

### Personnalités liées à la commune
- René Jourdan (1943-2025) :  né à Arblade-le-Bas, athlète, 3 fois champion de France du 5000 mètres et ayant battu le record de France du 10 000 mètres.

### Héraldique
| Blason | Blasonnement : parti : au premier de gueules à la croix cléchée, vidée et pommetée de douze pièces d'or, au second d'argent au lion de gueules. |